# 上石津村立多良小学校西山分校
上石津村立多良小学校西山分校（かみいしづそんりつ たらしょうがっこう にしやまぶんこう）は、かつて岐阜県養老郡上石津村（現・大垣市上石津町）に存在した公立小学校の分校。

## 概要
- 上石津村立多良小学校の分校であり、上石津村大字西山（現・大垣市上石津町西山）に存在した。1959年廃校。

## 沿革
- 1881年（明治13年） - 上多良村の向陽舎の分校として、西山村に向陽舎西山分校が開校する。
- 1886年（明治19年） - 上多良尋常小学校西山分教場に改称する。
- 1889年（明治22年）7月1日 - 上多良村、下多良村、宮村、奥村、谷畑村、上鍛冶屋村、上原村、前ケ瀬村、西山村、祢冝上村、三ツ里村が合併し、多良村が発足。
- 1896年（明治29年）5月 - 多良上尋常小学校西山分教場に改称する。
- 1898年（明治31年） - 多良上尋常小学校が多良尋常高等小学校に統合される。同時に多良尋常小学校西山分教場に改称する。
- 1901年（明治34年） - 校舎を新築し、移転する。
- 1941年（昭和16年）4月1日 - 多良国民学校西山分教場に改称される。
- 1947年（昭和22年）4月1日 - 多良村立多良小学校西山分校に改称される。
- 1955年（昭和30年）1月15日 - 多良村、時村、牧田村、一之瀬村が合併し、上石津村が発足。同時に上石津村立多良小学校西山分校に改称する。
- 1959年（昭和34年）3月31日 - 廃校。多良小学校西山分教室となる。
- 1963年（昭和38年）9月3日 - 多良小学校西山分教室を廃止。